# SWCE

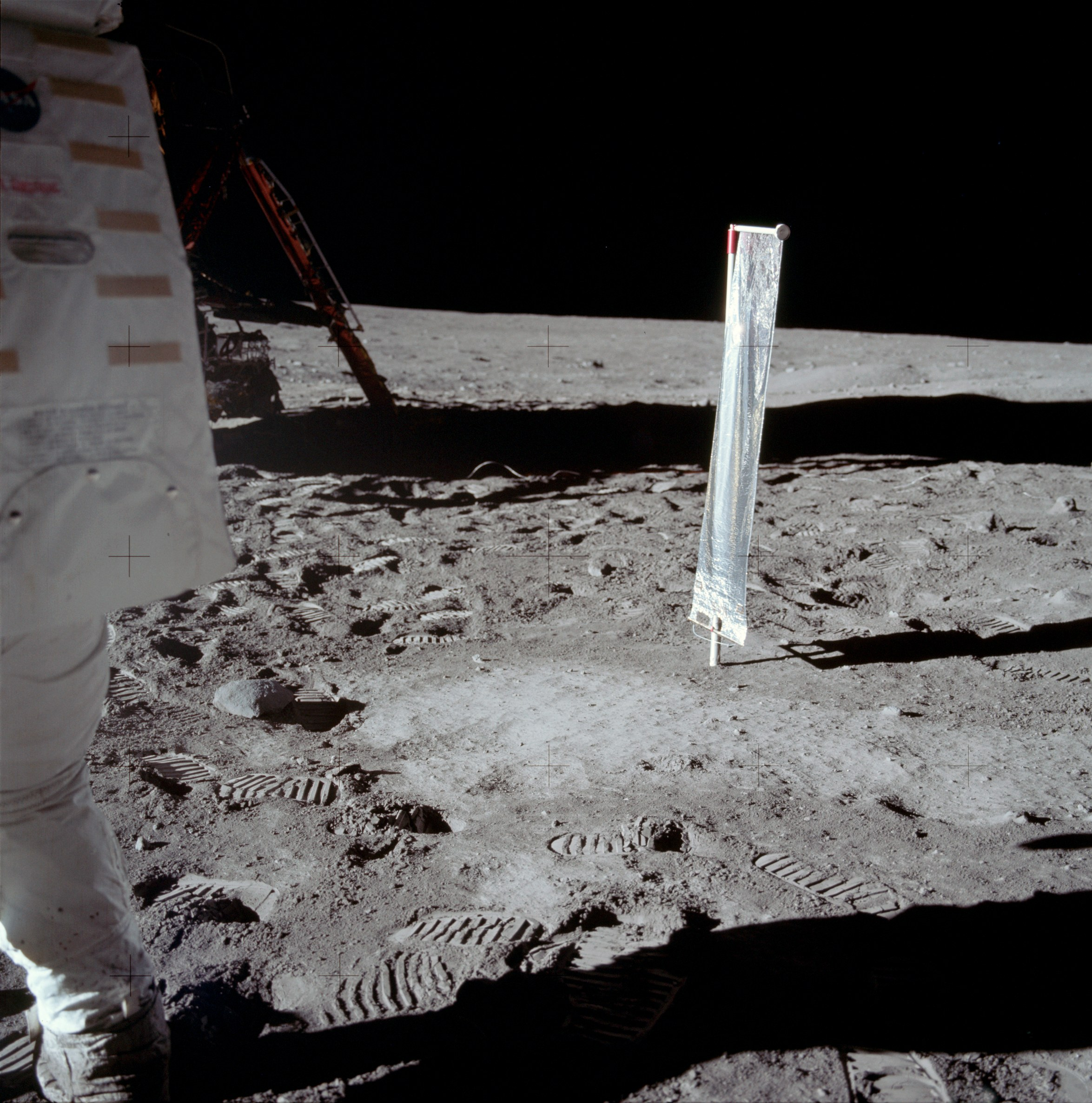
Fotografía del SWCE instalado en la Luna por el Apolo 11.

Acrónimo de Solar Wind Composition Experiment. Experimento desarrollado por el gobierno suizo e instalado en el ALSEP de las misiones Apolo que fue dejado por los astronautas del Apolo 11 sobre el regolito de la Luna, en el Mar de la Tranquilidad. Si bien no formaba parte del ALSEP, estaba destinado a determinar la composición del viento solar. Este experimento constaba de una hoja de aluminio que sirvió para recoger 10 billones de átomos de elementos químicos arrojados por el Sol a velocidades muy elevadas; la duración de esta investigación fue de 1 hora y 17 minutos. Después, fue recogido por los astronautas y traído de regreso a la Tierra, para su estudio.